# Protoptila talamanca
Protoptila talamanca är en nattsländeart som beskrevs av Oliver S. Flint Jr. 1974. Protoptila talamanca ingår i släktet Protoptila och familjen stenhusnattsländor. Inga underarter finns listade i Catalogue of Life.